# HD9492
HD9492 — хімічно пекулярна зоря спектрального класу A0, що має видиму зоряну величину в смузі V приблизно  8,4.
Вона  розташована на відстані близько 973,6 світлових років від Сонця.

## Пекулярний хімічний вміст
Зоряна атмосфера HD9492 має підвищений вміст 
Si
.